# Система Техасского университета
Система Техасского университета (UT System) — государственное учреждение штата Техас, включающее в себя 13 высших учебных заведений на территории штата: 8 университетов и 5 независимых медицинских образовательных заведений. Штаб квартира системы находится в центре Остина. В системе обучается более 243 000 студентов и аспирантов, это самое большая образовательная система в Техасе. Пожертвования системе составляют 34,4 млрд долларов, это вторая сумма среди всех систем и университетов США и Канады, наибольшая среди государственных университетских систем. В 2019 году Reuters поставил систему Техасских университетов на 11 место среди наиболее инновационных высших учебных заведений в мире.

## Учебные заведения системы

### Университеты
В состав системы входят 8 университетов, предлагающих, как минимум четырёхлетние программы обучения на бакалавра по различным специальностям. Каждый университет самостоятельно присваивает степени обучающимся.
| Название                                 | Официальное название на английском языке  | Официальные аббревиатуры   | Расположение         | Основан | Включён в систему | Число студентов     | Примечания           |
| ---------------------------------------- | ----------------------------------------- | -------------------------- | -------------------- | ------- | ----------------- | ------------------- | -------------------- |
| Техасский университет в Арлингтоне       | The University of Texas at Arlington      | UTA UT Arlington           | Арлингтон, Форт-Уэрт | 1895    | 1965              | 41 933 (осень 2021) | [ 6 ] [ 7 ] [ 8 ]    |
| Техасский университет в Далласе          | The University of Texas at Dallas         | UTD UT Dallas              | Ричардсон, Даллас    | 1961    | 1969              | 29 698 (осень 2021) | [ 9 ] [ 10 ] [ 11 ]  |
| Техасский университет в Остине           | The University of Texas at Austin         | UT UT Austin               | Остин                | 1883    | 1883              | 51 992 (осень 2021) | [ 12 ] [ 13 ] [ 14 ] |
| Техасский университет в Сан-Антонио      | The University of Texas at San Antonio    | UTSA UT San Antonio        | Сан-Антонио          | 1969    | 1969              | 34 734 (осень 2021) | [ 15 ] [ 16 ] [ 17 ] |
| Техасский университет в Тайлере          | The University of Texas at Tyler          | UTT UT Tyler               | Тайлер               | 1971    | 1979              | 9927 (осень 2021)   | [ 18 ] [ 19 ] [ 20 ] |
| Техасский университет в Эль-Пасо         | The University of Texas at El Paso        | UTEP UT El Paso            | Эль-Пасо             | 1913    | 1967              | 25 078 (осень 2021) | [ 21 ] [ 22 ] [ 23 ] |
| Техасский университет долины Рио-Гранде  | The University of Texas Rio Grande Valley | UTRGV UT Rio Grande Valley | Эдинберг, Браунсвилл | 2015    | 2015              | 32 419 (осень 2021) | [ 24 ] [ 25 ] [ 26 ] |
| Техасский университет Пермского бассейна | The University of Texas Permian Basin     | UTPB UT Permian Basin      | Одесса               | 1973    | 1973              | 6063 (осень 2020)   | [ 27 ] [ 28 ] [ 29 ] |

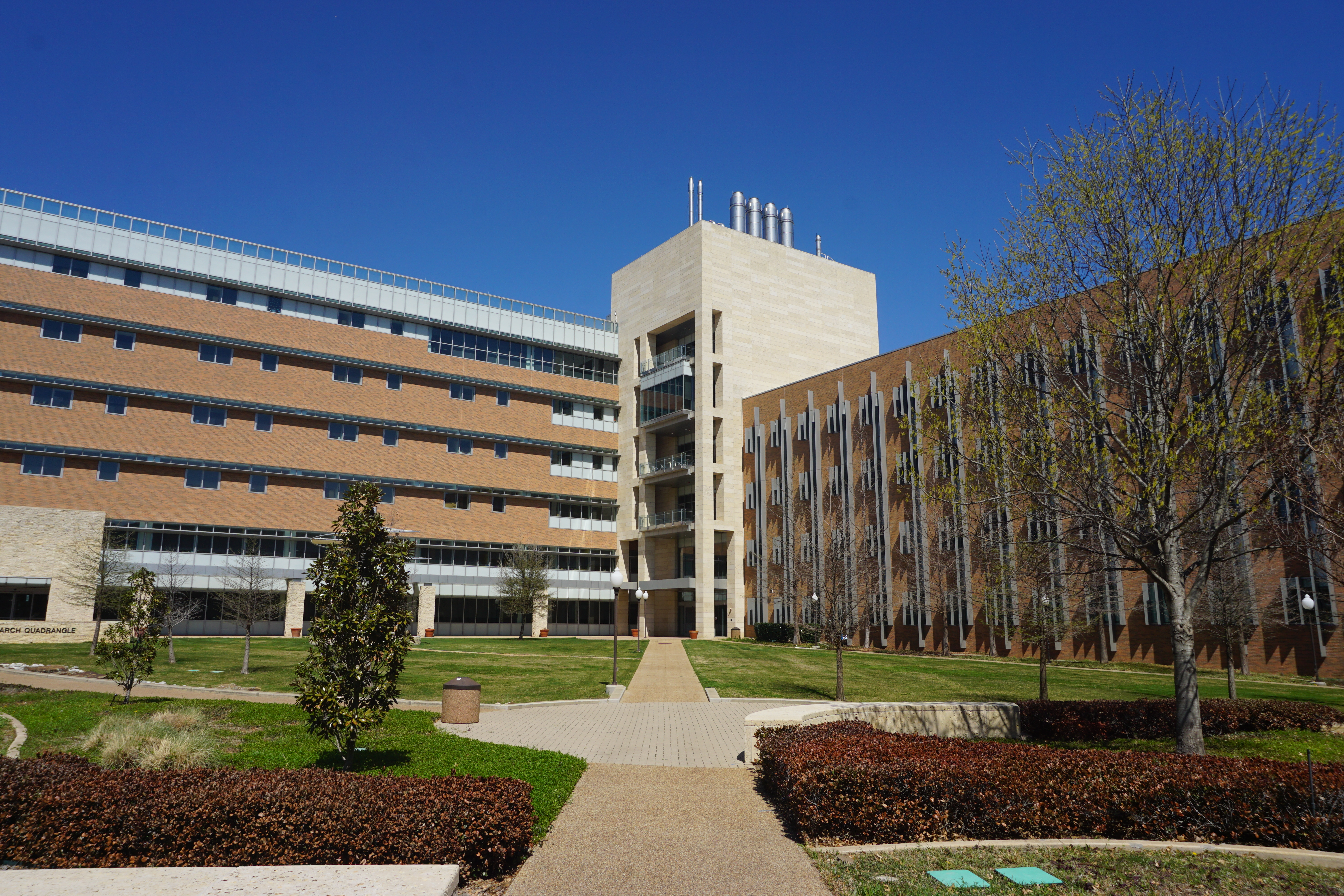
UT Arlington
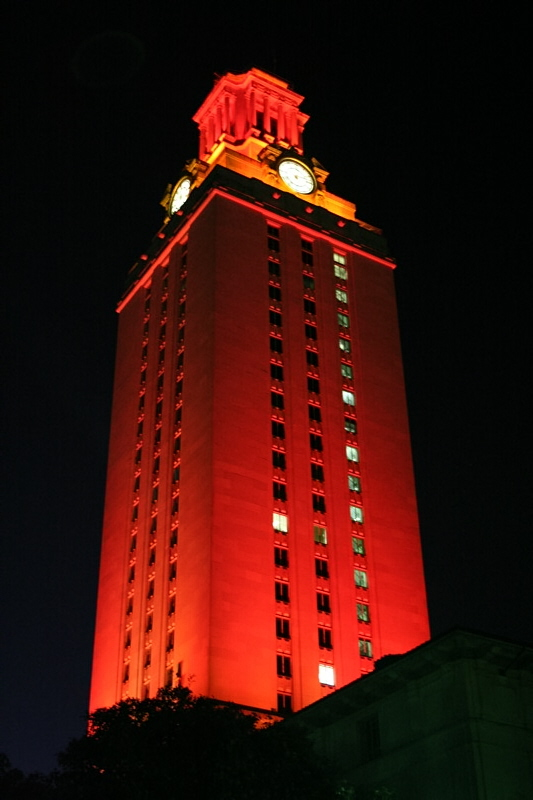
UT Austin
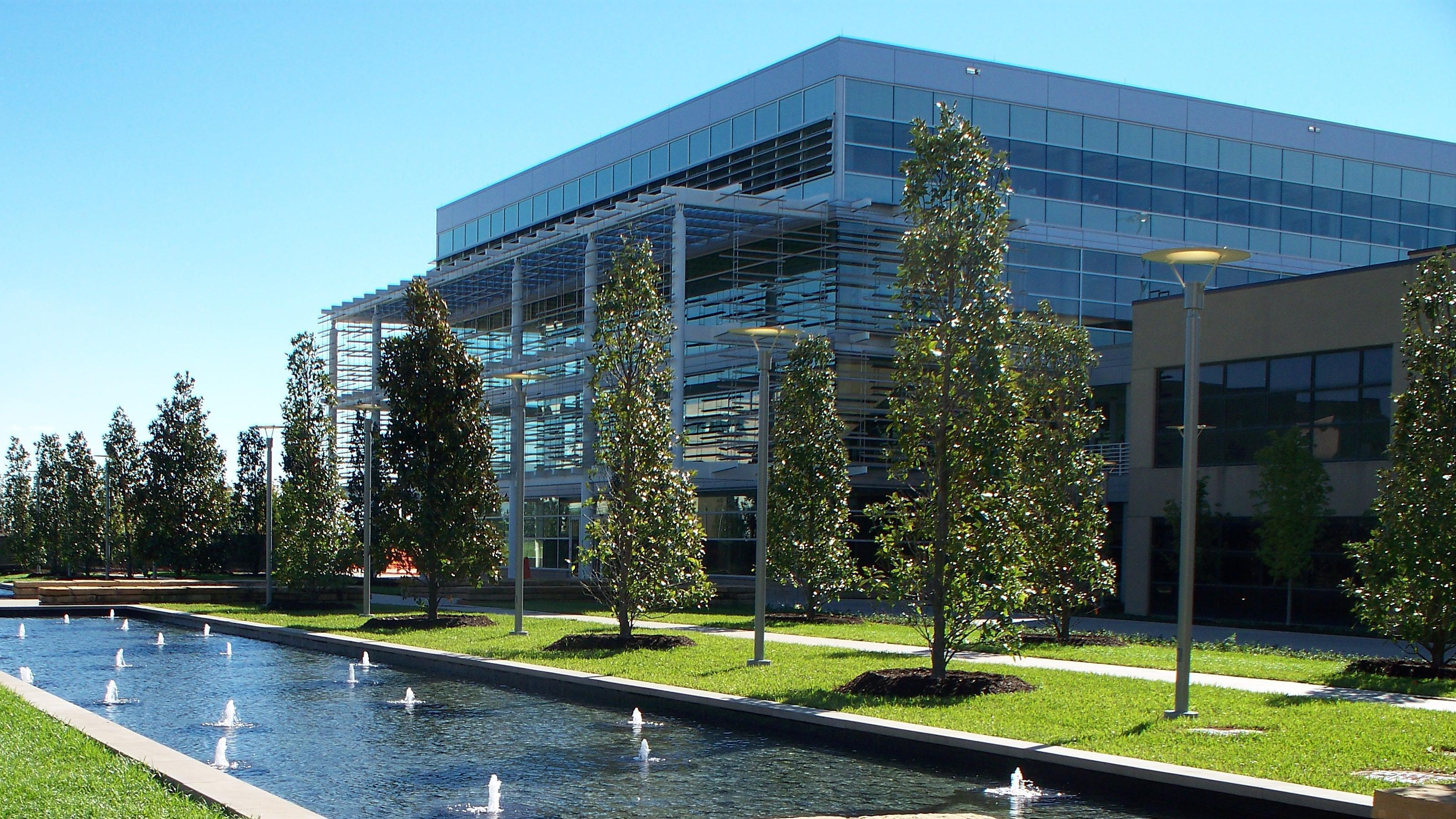
UT Dallas
UT El Paso
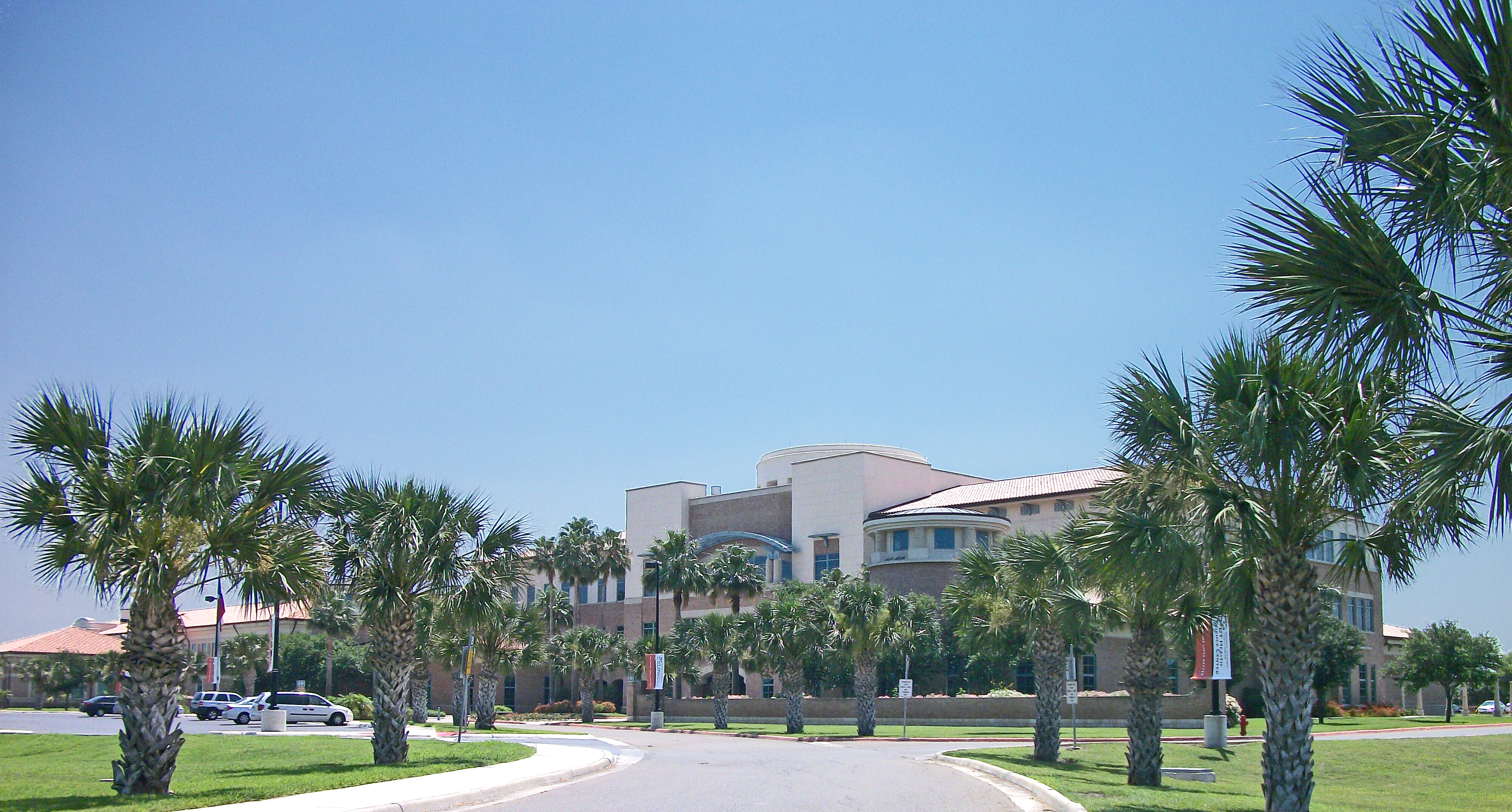
UT Rio Grande Valley
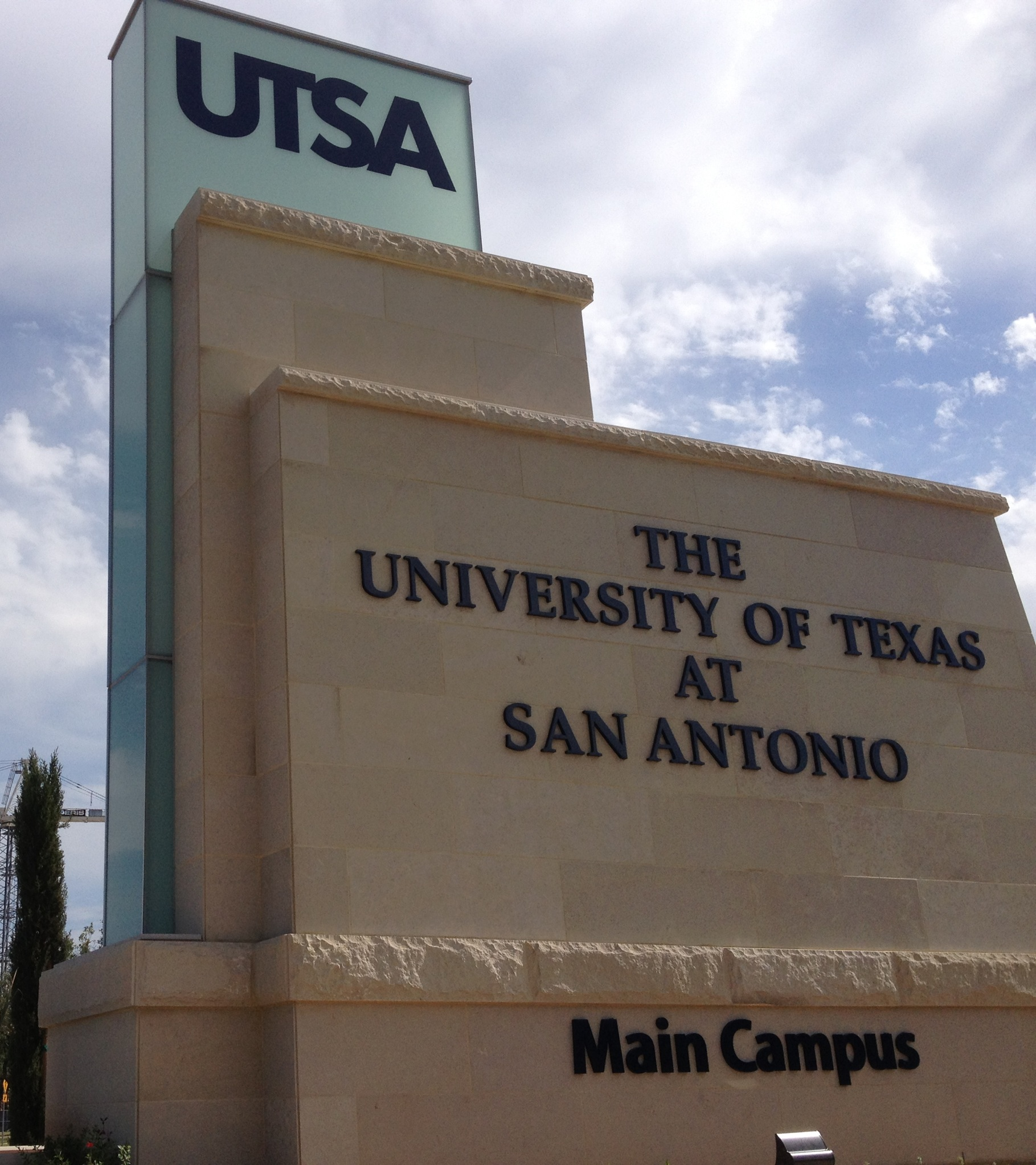
UT San Antonio
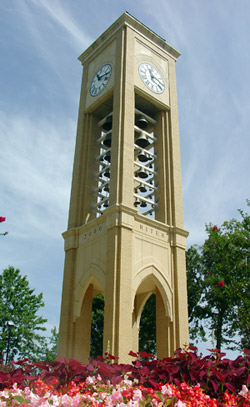
UT Tyler
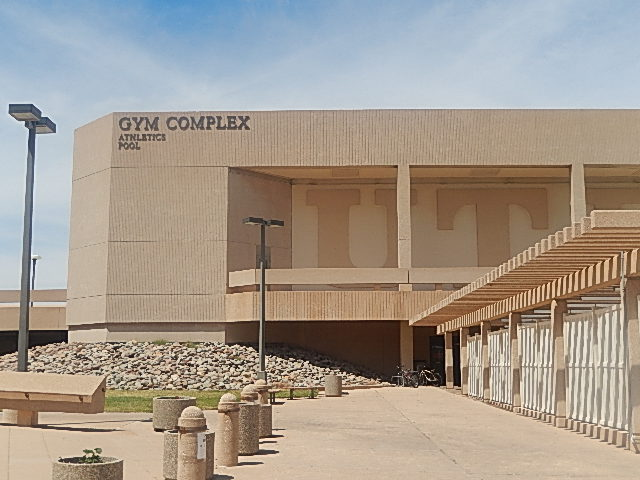
UT Permian Basin

#### Объединение Техасских университетов в Браунсвиле и Пан-Амеркан
14 июня 2013 года губернатор Техаса Рик Перри подписал закон о создании нового университета в южной части Техаса в системе Техасских университетов, взамен Техасского университета в Браунсвиле и Техасского университета Пан-Американ. В результате этой инициативы, кампусы нового университета получили все крупные города на юге Техаса: Браунсвил, Эдинберг, Харлинген и Мак-Аллен. 12 декабря 2013 года попечительский совет системы Техасских университетов присвоил новому учреждению название Техасский университет долины Рио-Гранде. Новый университет начал полноценную работу с началом учебного года 2015-16.
| Название                           | Официальное название на английском языке | Официальные аббревиатуры | Расположение | Основан | Включён в систему | Слияние | Примечания |
| ---------------------------------- | ---------------------------------------- | ------------------------ | ------------ | ------- | ----------------- | ------- | ---------- |
| Техасский университет в Браунсвиле | The University of Texas at Brownsville   | UTB UT Brownsville       | Браунсвил    | 1973    | 1991              | 2015    | [ 31 ]     |
| Техасский университет Пан-Американ | The University of Texas-Pan American     | UTPA UT Pan American     | Эдинберг     | 1927    | 1989              | 2015    | [ 32 ]     |

### Медицинские ВУЗы
В систему Техасского университета входят пять медицинских ВУЗов, не являющихся частью университетов, несмотря на то, что некоторые из них тесно связаны благодаря либо территориальной близости (заведения в Сан-Антонио и в метроплексе Даллас — Форт-Уэрт), либо по историческим причинам (сотрудничество Техасского университета в Остине и медицинского отделения Техасского университета в Галвестоне).
Онкологический центр Техасского университета М. Д. Андерсона является одним из факультетов медицинского центра университета в Хьюстоне, однако система Техасского университета указывает центр как отдельное учреждение здравоохранения из-за его специализации.
Медицинские факультеты в Техасском университете в Остине и Техасском университете долины Рио-Гранде, напротив, не связаны ни с одним из независимых центров медицинского обучения. Третьим таким факультетом в 2023 году станет факультет в Техасском университете в Тайлере.

#### Независимые медицинские ВУЗы системы
| Название                                                                | Официальное название на английском языке                     | Официальные аббревиатуры            | Факультет               | Расположение                                                    | Основан | Число студентов | Примечания |
| ----------------------------------------------------------------------- | ------------------------------------------------------------ | ----------------------------------- | ----------------------- | --------------------------------------------------------------- | ------- | --------------- | ---------- |
| Медицинский научный центр системы Техасского университета в Сан-Антонио | The University of Texas Health Science Center at San Antonio | UTHSA UTHSCSA UT Health San Antonio | Long School of Medicine | Сан-Антонио, Ларедо                                             | 1959    | [ 34 ] [ 35 ]   |            |
| Медицинский научный центр системы Техасского университета в Сан-Антонио | The University of Texas Health Science Center at Houston     | UTH UTHealth UT Houston             | McGovern Medical School | Хьюстон                                                         | 1972    | [ 36 ]          |            |
| Онкологический центр Техасского университета М. Д. Андерсона            | The University of Texas MD Anderson Cancer Center            | UTMDACC MD Anderson                 | N/A                     | Хьюстон, Кети, Лиг-Сити, Мемориал-Сити, Шугар-Ленд, Те-Вудлендс | 1941    | [ 37 ]          |            |
| Медицинское отделение системы Техасского университета в Галвестоне      | The University of Texas Medical Branch at Galveston          | UTMB UT Galveston                   | UTMB School of Medicine | Галвестон                                                       | 1891    | [ 38 ]          |            |
| Юго-западный медицинский центр системы Техасского университета          | The University of Texas Southwestern Medical Center          | UTSW UT Southwestern                | UTSW Medical School     | Даллас, Форт-Уэрт, Фриско, Ирвинг, Ричардсон                    | 1943    | [ 39 ] [ 40 ]   |            |

#### Медицинские факультеты в составе университетов
| Факультет                                                   | Название на английском языке                                                          | Университет                             | Расположение                   | Основан | Примечания |
| ----------------------------------------------------------- | ------------------------------------------------------------------------------------- | --------------------------------------- | ------------------------------ | ------- | ---------- |
| Медицинская школа Делла                                     | Dell Medical School                                                                   | Техасский университет в Остине          | Остин                          | 2013    | [ 41 ]     |
| Медицинская школа Техасского университета долины Рио-Гранде | University of Texas Rio Grande Valley School of Medicine                              | Техасский университет долины Рио-Гранде | Харлинген, Браунсвил, Эдинберг | 2013    | [ 42 ]     |
| Медицинская школа Техасского университета в Тайлере         | University of Texas at Tyler School of Medicine* (*предполагаемое открытие: 2023 год) | Техасский университет в Тайлере         | Тайлер                         | 2023    | [ 43 ]     |

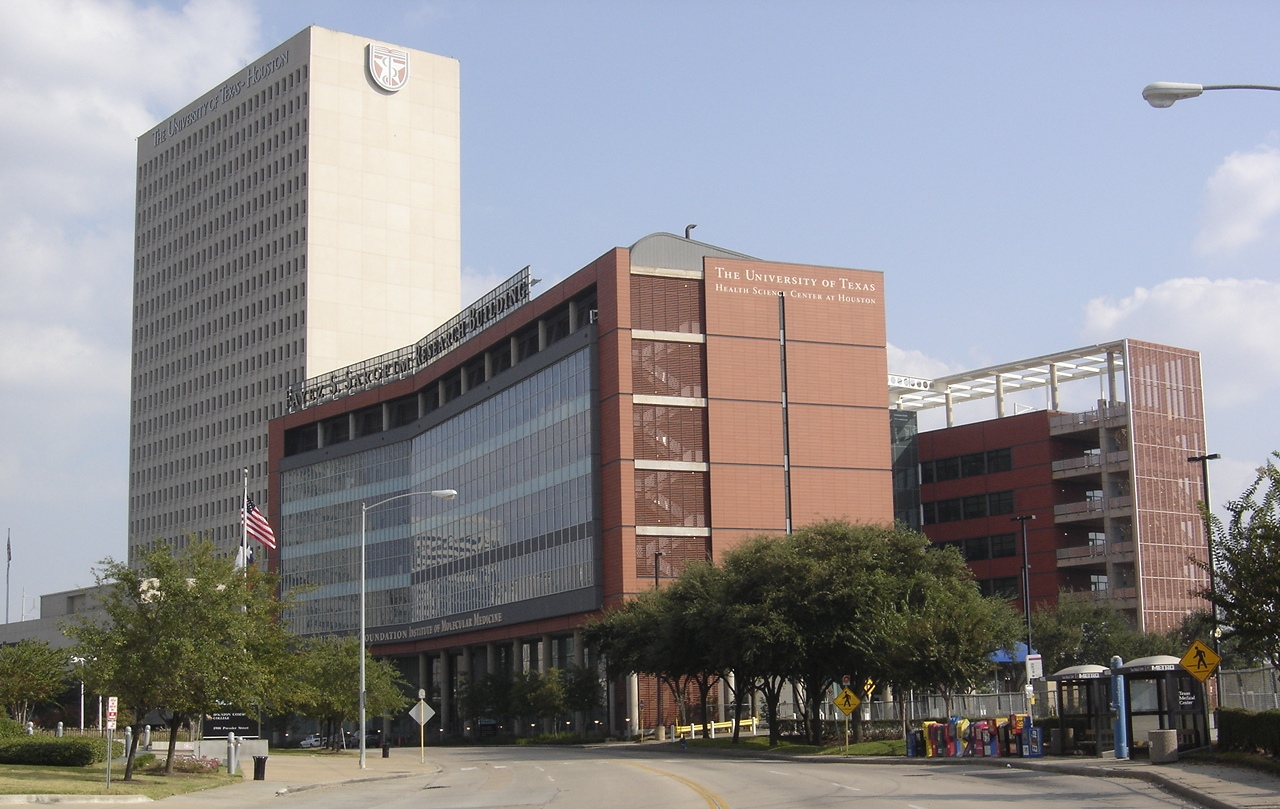
UT Health Science Center - Houston
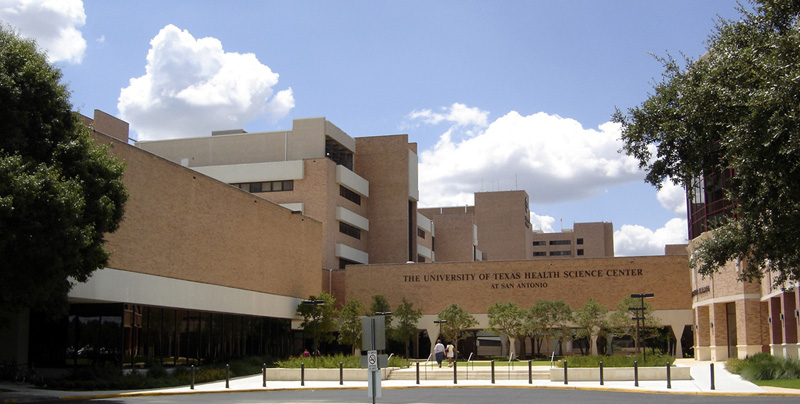
UT Health Science Center - San Antonio
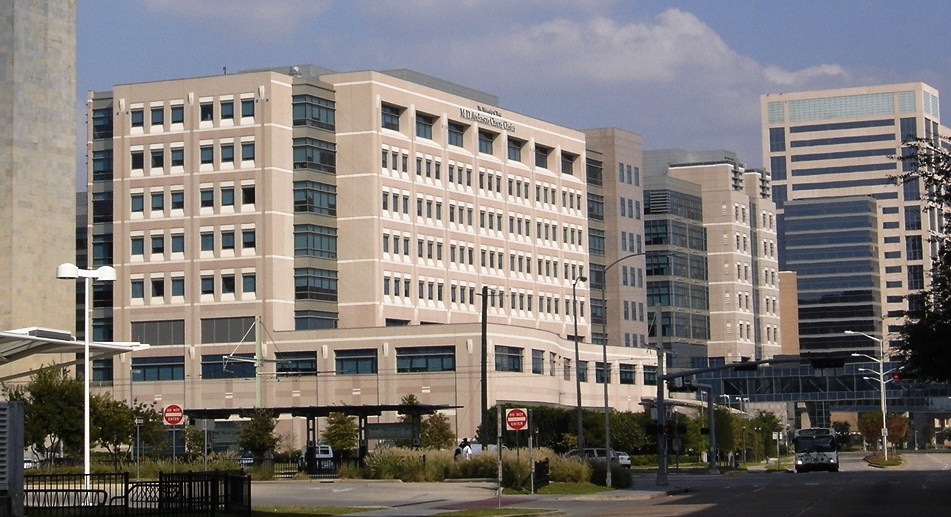
UT MD Anderson Cancer Center (Houston, TX)
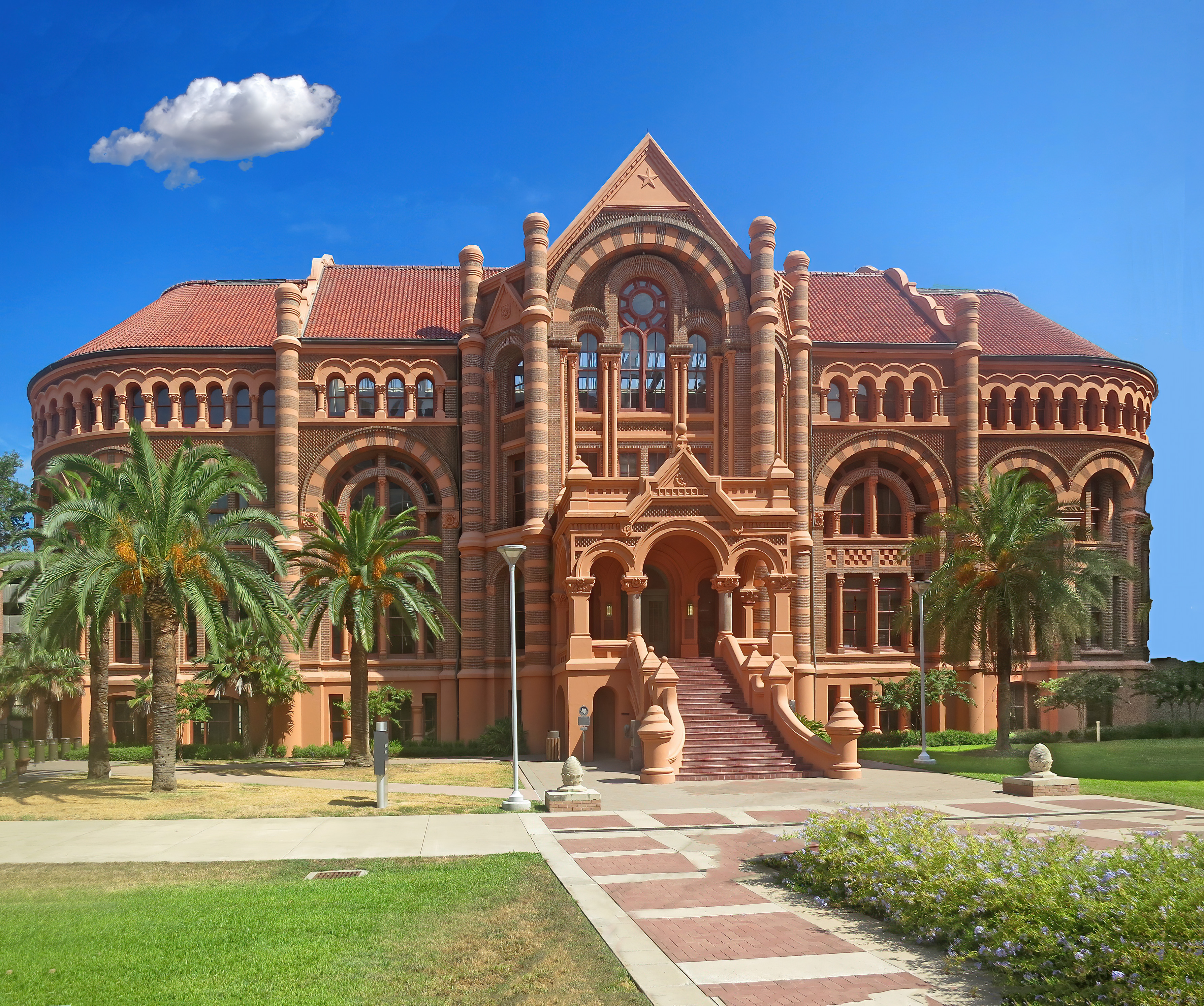
UT Medical Branch at Galveston
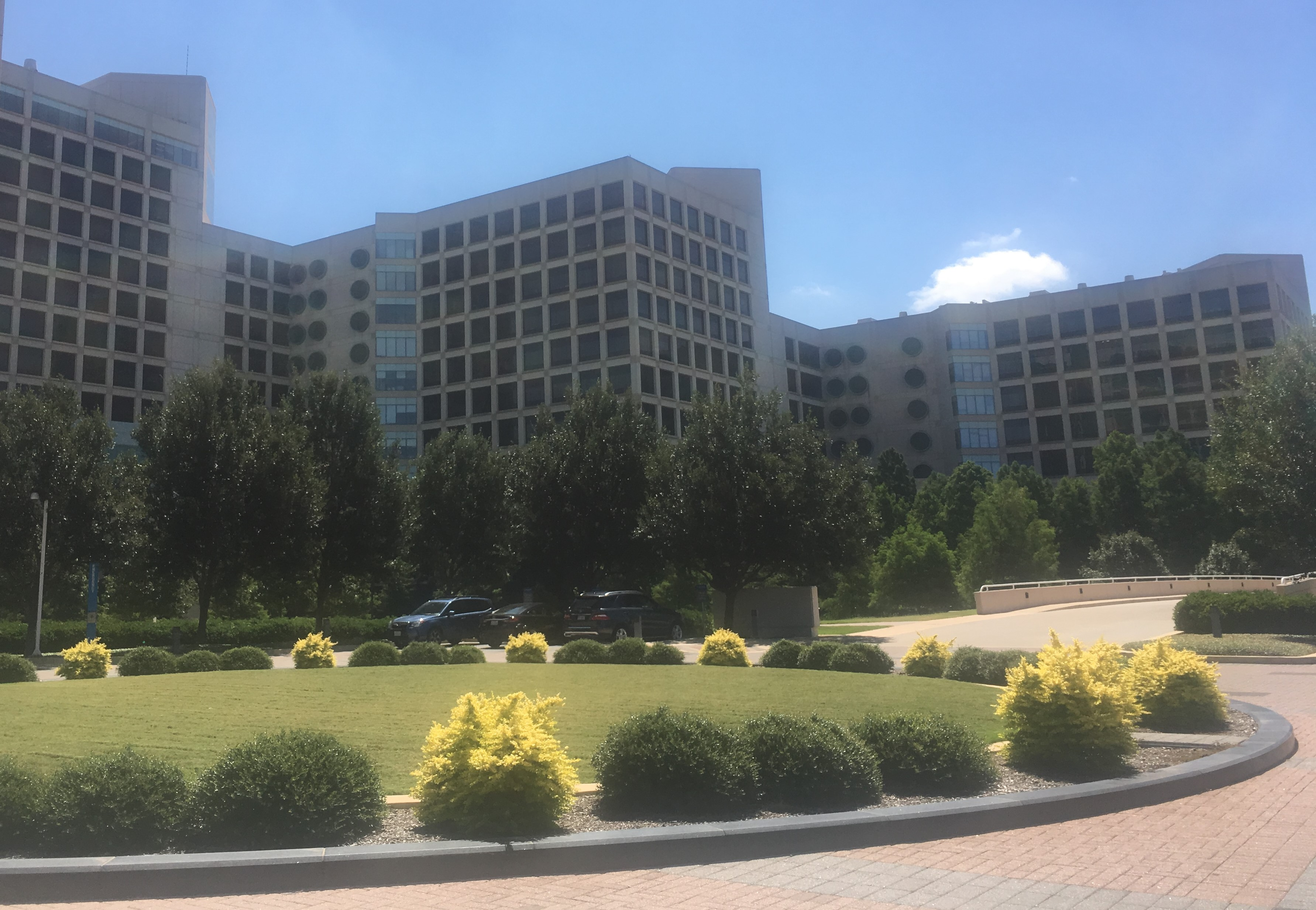
UT Southwestern Medical Center (Dallas, TX)

#### Объединение Техасского университета и медицинского центра в Тайлере
В декабре 2019 года попечительский совет системы Техасского университета принял единогласное решение объединить медицинский центр восточного Техаса (UTHSCT) с Техасским университетом в Тайлере. Два месяца спустя было формально объявлено о создании медицинского факультета, первого медицинского образовательного учреждения в Восточном Техасе.
8 декабря 2020 года ассоциация колледжей и школ юга США одобрила план слияния университета и медицинского центра. UTHSCT оставляет за собой статус медицинской школы, но будет оперировать в рамках Техасского университета в Тайлере. Официально процесс объединения начался 1 января 2021 года, после собрания попечительского совета в конце 2020 года.
| Название                                                            | Официальное название на английском языке               | Официальные аббревиатуры | Расположение | Основан | Включён в систему | Слияние | Примечания    |
| ------------------------------------------------------------------- | ------------------------------------------------------ | ------------------------ | ------------ | ------- | ----------------- | ------- | ------------- |
| Медицинский научный центр системы Техасского университета в Тайлере | The University of Texas Health Science Center at Tyler | UTHSCT UT Health Tyler   | Тайлер       | 1943    | 1977              | 2021    | [ 47 ] [ 48 ] |

#### Несостоявшиеся объединения университетов и медицинских ВУЗов
Даллас — Форт-Уэрт
В 2001 году 77 созыв Легислатуры Техаса вынес на рассмотрение законопроект HB 3568, который предлагал объединить все заведения метрополии Даллас — Форт-Уэрт: UT Dallas, UT Arlington и UT Southwestern под названием Техасский университет в Далласе. Кампус в Ричардсоне предлагалось сделать главным, кампус в Арлингтоне второстепенным, а кампус UTSW в Далласе оставить для медицинского факультета. Целью законопроекта было создание унифицированного ВУЗа, претендующего на лидерские позиции в американском образовании, однако, он так и не был принят из-за нежелания университета в Арлингтоне терять самостоятельность, а также из-за сложной схемы объединения, которую не удалось вовремя объяснить конгрессменам.
Сан-Антонио
Спустя девять лет, в 2010 году, было проведено исследование о возможности слияния университета и медицинского научного центра системы Техасского университета в Сан-Антонио. От идеи было решено отказаться из-за высокой стоимости проекта, административных сложностей, а также из-за разницы культур в заведениях. В 2016 году в San Antonio Express-News была опубликована авторская статья, призывающая попечительский совет системы Техасского университета пересмотреть это решение, однако призыв остался без ответа.

## Администрация
Административные офисы системы находятся в центре Остина. До 2017 года штаб-квартира системы располагалась в здании, получившем название «Холл О. Генри». В ноябре 2012 года попечительский совет системы одобрил перепланировку территории в центре Остина и перенос штаб-квартиры. Был одобрен снос двух зданий, а здание «Холл О. Генри» было продано Системе университета штата Техас (англ. Texas State University System) в 2015 году за 8,2 миллиона долларов. Здание было арендовано системой Техасского университета до окончания строительства новой штаб-квартиры. Строительство нового 19-этажного здания штаб-квартиры общей площадью более 30 000 квадратных метров обошлось в 102 миллиона долларов и было проспонсировано бондами из фонда пожертвований системы. Планировалось, что примерно треть территории будет сдана в аренду под магазины и офисы. Новая штаб-квартира была открыта 1 августа 2017 года.
В июле 2018 года Пентагон объявил о выборе Остина в качестве штаб-квартиры новой организации Army Futures Command, призванной координировать модернизацию и внедрение инноваций в армии США. Попечительский совет системы Техасского университета одобрил выделение организации места под штаб-квартиру в одном из своих административных зданий в центре Остина.